# Tossaporn Chuchin
Tossaporn Chuchin (* 2. Februar 1993) ist ein thailändischer Fußballspieler.

## Karriere
Seinen ersten Vertrag unterschrieb der Verteidiger 2012 beim Zweitligisten Angthong FC. 2013 zog es ihn in die Hauptstadt Bangkok zum Arbeiterverein Port FC. Hier spielte er drei Jahre und ging dann zu Air Force United. Über Super Power Samut Prakan, wo er 2017 21-mal spielte und dabei zwei Tore schoss, ging es an die Ostküste zu Pattaya United in die erste Liga. Hier kam er einmal zum Einsatz. Mitte 2018 wurde er an Phrae United verliehen. 2019 schloss er sich dem Aufsteiger JL Chiangmai United FC an und spielt nun in der zweithöchsten Liga des Landes, der Thai League 2. Im März 2021 feierte er mit Chiangmai die Vizemeisterschaft und den Aufstieg in die erste Liga. Nach einer Saison in der ersten Liga musste er mit Chiangmai nach der Saison 2021/22 wieder in die zweite Liga absteigen. Nach insgesamt 70 Ligaspielen wechselte er im Januar 2024 zum Erstligisten Lamphun Warriors FC. Am 31. Mai 2025 stand er mit den Warriors im Finale des Thai League Cup. Hier traf man im BG Stadium auf Buriram United. Am Ende musste man sich mit 2:0 geschlagen geben.

## Erfolge
Chiangmai United FC
- Thailändischer Zweitligavizemeister: 2020/21  ▲

Lamphun Warriors FC
- Thailändischer Ligapokalfinalist: 2024/25